# Thinusa
Thinusa is een geslacht van kevers uit de familie van de kortschildkevers (Staphylinidae).

## Soorten
- Thinusa fletcheri Casey, 1906
- Thinusa maritima (Casey, 1885)